# James Matthew Thompson
James Matthew Thompson (* 27. September 1878 in Iron Acton, South Gloucestershire; † 1956 in Oxford) war Geistlicher der Church of England und britischer Historiker.

## Leben
Er war der Erstgeborene von Catherine und dem Reverend Henry Lewis Thompson (1840–1905) Schulrektor des Radley College und Vikar der Gemeinde St Mary’s in Oxford.
James Thompson besuchte die Dragon School in Oxford und das Winchester College, bevor er 1897 Scholar am College Christ Church in Oxford wurde.
Er erhielt eine zweite Klasse in Honour Moderations in griechischer und lateinischer Literatur, eine erste Klasse in Literae humaniores. und eine zweite Klasse in Theologie.
Nach seiner Ordination im Jahr 1903 wurde Thompson Kurat bei St. Frideswide, der Mission der Christ Church in Poplar in East London.
1904 wurde Thompson zum offiziellen Fellow und Tutor des Magdalen College gewählt und 1905 zum Dean of Divinity (Dekan der Theologie) ernannt.
Thompsons frühe Karriere am College war von Kontroversen geprägt, insbesondere nach der Veröffentlichung von Miracles in the New Testament im Jahr 1911, einem Werk, das die Beweise für Wunder wie die Geburt und Auferstehung der Jungfrau in Frage stellt.
Trotz des Drucks, als Dean of Divinity (Dekan der Theologie) zurückzutreten, blieb Thompson für den Rest seiner Amtszeit im Amt, hatte jedoch keine kirchlichen Aufgaben mehr im College. Thompson war ein begeisterter Reisender und besuchte während seiner Karriere in Magdalen verschiedene Länder auf der ganzen Welt.
Während des Ersten Weltkrieges arbeitete Thompson für das Rote Kreuz, bevor er bis zu seiner Pensionierung für eine zweite angenehmere Karriere als Geschichtslehrer nach Magdalen College zurückkehrte.
Von 1920 bis 1927 war Thompson Finanzverwalter (Home Bursar) des College.
Er veröffentlichte historische und theologische Arbeiten zur französischen Revolution.

## Veröffentlichung
- The robbery from the Ashmolean Museum. In: The English Historical Review, Januar 1931, Vol. 46, No. 181, S. 96–117 (22 pages) Published By: Oxford University Press